# Достоївська сільська рада
Достоївська сільська́ ра́да (біл. Дастоеўскі сельсавет) — колишня адміністративно-територіальна одиниця у складі Іванівського району Берестейської області Білорусі. Адміністративним центром було село Достоєве.

## Історія
Сільська рада ліквідована 26 червня 2013 року, територія та населені пункти увійшли до складу Молодівської сільської ради.

## Склад
Населені пункти, що підпорядковувалися сільській раді станом на 2009 рік:
| Населений пункт    | Тип  | Населення, осіб (2009) |
| ------------------ | ---- | ---------------------- |
| Вили               | село | 27                     |
| Вулька-Достоївська | село | 73                     |
| Достоєве           | село | 555                    |
| Заруддя            | село | 52                     |
| Застружжя          | село | 236                    |
| Каролин            | село | 59                     |
| Красіївка          | село | 204                    |
| Кротове            | село | 126                    |
| Лисуха             | село | 8                      |
| Новосілки          | село | 8                      |
| Отолчиці           | село | 14                     |
| Полкотичі          | село | 210                    |

## Населення
За переписом населення Білорусі 2009 року чисельність населення сільської ради становила 1572 особи.

### Національність
Розподіл населення за рідною національністю за даними перепису 2009 року:
| Національність | Осіб | Відсоток |
| -------------- | ---- | -------- |
| білоруси       | 1486 | 94,53 %  |
| росіяни        | 44   | 2,80 %   |
| українці       | 35   | 2,23 %   |
| вірмени        | 5    | 0,32 %   |
| молдовани      | 1    | 0,06 %   |
| узбеки         | 1    | 0,06 %   |
| Разом          | 1572 | 100 %    |